# María Ruibal
María Ruibal (Guadalajara, Jalisco), es una pintora mexicana que enfoca su obra en temas relacionados con la naturaleza. Participó en el Art Walk Ventura, en Estados Unidos, en 2016 y en 2014 fue parte del equipo de restauración del Templo del Barrio de Soledad Vista Hermosa. 

## Trayectoria
En el 2016, fue de los 47 artistas oaxaqueños seleccionados para participar en el Art Walk Ventura, en California, Estados Unidos, a través de una exposición en el Museo del Condado de Ventura y el Bell Arts Factory.
En el 2015, como parte de las celebraciones por el Día Internacional del Arte, participó en la exposición Códigos Ocultos, en homenaje a Leonardo da Vinci.
Ha radicado en Oaxaca, donde su obra ha sido expuesta al lado de maestros y jóvenes talentos de las artes visuales, entre ellos: Pily Gómez, Gabriela Campos, Alejandra Villegas, Justina Fuentes, Judith Ruiz, Ivonne Kennedy, María Rosa Astorga.
Con anterioridad vivió en el estado de Chiapas, en la ciudad de San Cristóbal, y su obra que rescata elementos de la naturaleza, se relaciona con las inquietudes que manejan otras creadoras radicadas en el estado, como Margarita de la Peña. 

## Obra
Su pintura tiene como tema central la naturaleza, árboles, animales, plantas. La artista trabaja en acuarela, acrílico, óleo y cerámica. También realiza cuadernos artesanales / artísticos.
María Ruibal apoyó con la donación de su obra Virgen de la Soledad descendiendo sobre el Cárcamo, para recaudar fondos para la restauración del Templo del Barrio de Soledad Vista Hermosa.
"Ruibal presenta fragmentos de tiempo, captura una imagen como lo haría una figura instantánea. Detiene el instante, congela el movimiento. Si el jaguar va corriendo, lo sabemos por la posición de sus patas, pero se nos presenta detenido. De la misma, por la inclinación de la vegetación sabemos que sopla el viento, aunque la observamos perfectamente definida, quieta. Lo que para la foto es ventaja, para la pintura es desventaja. La pintura no necesita informar, por el contrario, busca nuevos patrones de representación, nuevos modos de ver, revelar intentos de la realidad, para conformar, corregir la percepción. ¿Hasta dónde la obra de Ruibal nos ofrece modos comunes o novedosos de ver?"
Ha trabajado con varias galerías, por ejemplo La Galería, en Chiapas, espacio independiente de exhibición con mayor trayectoria en la ciudad de San Cristóbal de las Casas en Chiapas. Abierta en 1979 por la artista alemana Kiki Suárez y su esposo el fotógrafo mexicano Gabriel Suárez. 
Algunas de sus obras ilustran publicaciones, como es el caso de La Venadita, pintura que nos recuerda una de las obras de Frida Kahlo, y que se encuentra en las páginas de Los Hijos del Fraile, publicación de la Universidad de Guadalajara.